# Демарн, Жан-Луи
Жан-Луи Демарн (22 января 1752, Брюссель или Брюссель — 24 марта 1829, Батиньоль (квартал), XVII округ Парижа) — французский живописец, ученик Бриара.
Писал жанровые картины в духе голландских и фламандских мастеров Кареля, Дюжардена, П. Поттера, К. Берхема, Тенирса, Остаде, Воувермана и др. В своих произведениях, весьма неодинаковых в отношении тщательности исполнения, он проявлял тонкую наблюдательность и естественность постановки и группирования фигур, особенно в том случае, когда брал сюжеты из деревенской и вообще простонародной жизни. В пейзажах («Окрестности Парижа», «Les Grandes Routes») он подавал художникам своего времени пример возвращения к прямому изучению природы.
В Луврском музее в Париже находятся его картины «Дорога с дилижансом», «Ярмарка», «Отправление на свадьбу» и др. Несколько его произведений имеются в галерее Государственного Эрмитажа: «Водяная мельница» и «Базар в портовом городе».